# Uzelia kuehnelti
Uzelia kuehnelti är en urinsektsart som beskrevs av Cassagnau 1954. Uzelia kuehnelti ingår i släktet Uzelia och familjen Isotomidae. Inga underarter finns listade i Catalogue of Life.